# Zwet (plas)

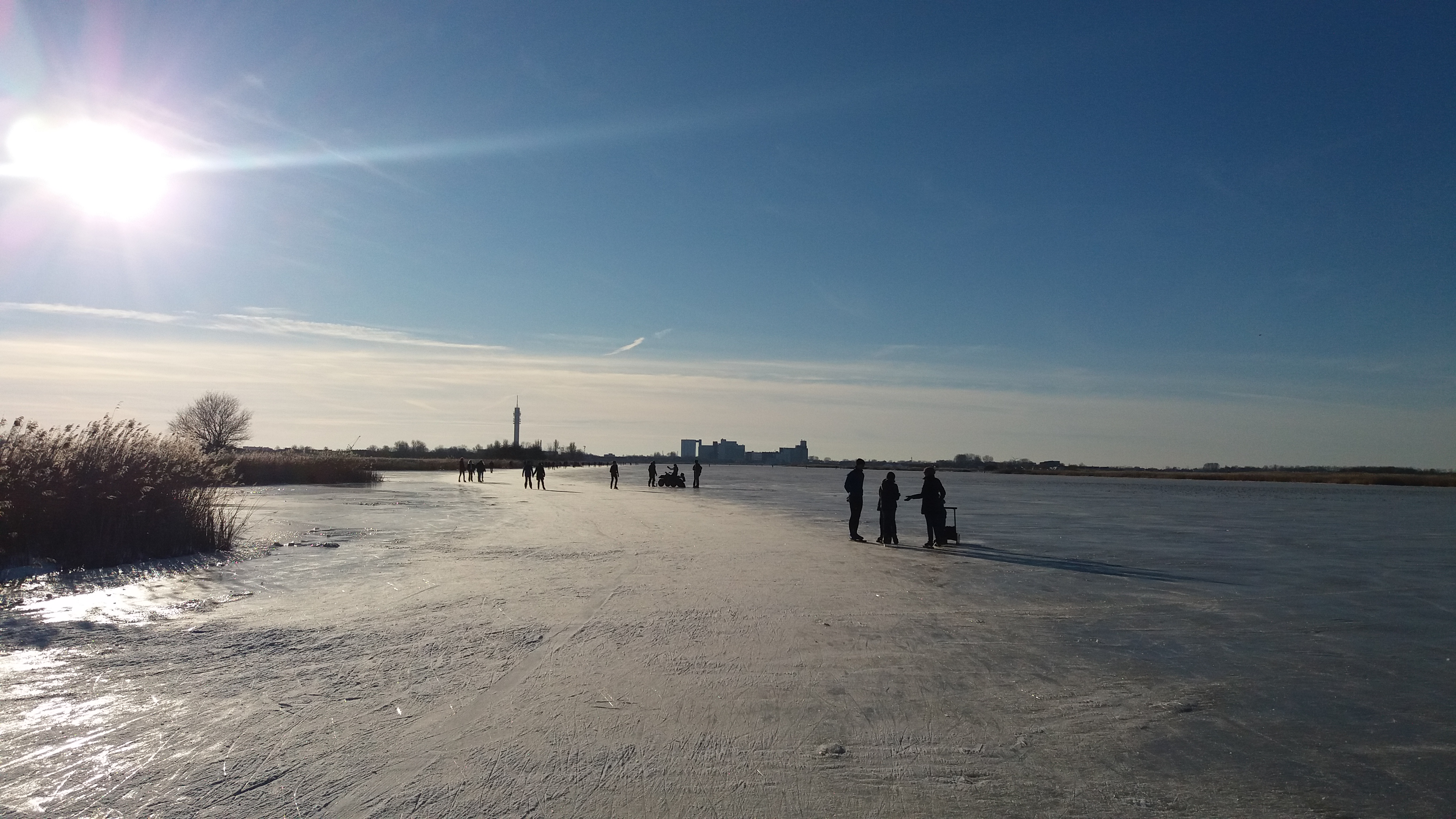
Het Zwet dichtgevroren (2021)

Het Zwet is een plas tussen Jisp en de Zaan in de gemeente Wormerland (Noord-Holland). Het Zwet vormt met het omliggende Wormer- en Jisperveld een beschermd natuurgebied.